# Спенсер (селище, Нью-Йорк)
Спенсер (англ. Spencer) — селище (англ. village) в США, в окрузі Тайога штату Нью-Йорк. Населення — 719 осіб (2020).

## Географія
Спенсер розташований за координатами 42°12′51″ пн. ш. 76°29′55″ зх. д. / 42.21417° пн. ш. 76.49861° зх. д. (42.214302, -76.498690).  За даними Бюро перепису населення США в 2010 році селище мало площу 2,66 км², з яких 2,63 км² — суходіл та 0,04 км² — водойми.

## Демографія
Згідно з переписом 2010 року, у селищі мешкало 759 осіб у 316 домогосподарствах у складі 207 родин. Густота населення становила 285 осіб/км².  Було 336 помешкань (126/км²).
Расовий склад населення:
| - 95,4 % — білих - 2,1 % — чорних або афроамериканців - 0,4 % — азіатів - 0,1 % — корінних американців |

До двох чи більше рас належало 2,0 %. Частка іспаномовних становила 0,9 % від усіх жителів.
За віковим діапазоном населення розподілялося таким чином: 25,0 % — особи молодші 18 років, 58,5 % — особи у віці 18—64 років, 16,5 % — особи у віці 65 років та старші. Медіана віку мешканця становила 41,0 року. На 100 осіб жіночої статі у селищі припадало 88,8 чоловіків;  на 100 жінок у віці від 18 років та старших — 85,3 чоловіків також старших 18 років.
Середній дохід на одне домашнє господарство  становив 55 919 доларів США (медіана — 44 773), а середній дохід на одну сім'ю — 66 559 доларів (медіана — 58 750). За межею бідності перебувало 16,5 % осіб, у тому числі 23,9 % дітей у віці до 18 років та 9,6 % осіб у віці 65 років та старших.
Цивільне працевлаштоване населення становило 404 особи. Основні галузі зайнятості: освіта, охорона здоров'я та соціальна допомога — 27,7 %, науковці, спеціалісти, менеджери — 16,3 %, роздрібна торгівля — 12,4 %, виробництво — 10,9 %.